# Monopeltis luandae
Espèce
Monopeltis luandae est une espèce d'amphisbènes de la famille des Amphisbaenidae.

## Répartition
Cette espèce est endémique de l'Angola.

## Publication originale
- Gans, 1976 : Three new spade-snouted amphisbaenians from Angola (Amphisbaenia, Reptilia). American Museum Novitates, n. 2590, p. 1-11 (texte intégral).